# Први пролетерски батаљон Хрватске
Први пролетерски батаљон Хрватске формиран је 7. маја 1942. године у тада ослобођеној Кореници од Пролетерске чете из Групе кордунашких партизанских одреда, Пролетерске чете Приморско-горанског партизанског одреда и Пролетерске чете Групе НОП одреда за Лику. 
При формирању имао је штаб, три чете и митраљески вод. Почетком јуна нарастао је на четири чете са 305 бораца, наоружаних са 267 пушака, 19 пушкомитраљеза и 7 митраљеза. Батаљон се налазио под непосредном командом Главног штаба НОП одреда Хрватске. 
Први командант батаљона био је Анте Банина, народни хероји.

## Борбени пут Првог пролетерског батаљона
Одмах после формирања батаљон је ушао у састав Комбинованог партизанског одреда и упућен на тромеђу Лике, Босне и Далмације, где је учествовао до краја маја у борбама против италијанских јединица, и у разбијању и уништењу четника у селима Голубићу, Зрмањи, Ервенику, Рујишту, Врпољу и Плавну, и неколико пута рушио комуникацију Грачац-Книн, после чега је изашао из састава Одреда. 
У јуну и првој половини јула, с јединицама Групе НОП одреда за Лику водио је борбе с усташама и италијанима на подручју Плитвичких језера, а затим нападао четничка упоришта у Гацкој долини. У Горском котару и Хрватском приморју батаљон се истакао у више успелих напада на италијанске, четничке и усташке снаге: са деловима Првог приморско-горанског партизанског одреда на путу Нови-Сењ напао је 18. јула италијанску моторизовану батерију из 57. артиљеријског пука дивизије Lambardia и том приликом уништена су четири топа, два камиона и један оклопни аутомобил; 24. јула напао је четничко упориште Гомирје и разоружао око 50 четника; 2. августа с Ударним батаљоном Другог приморско-горанског партизанског одреда напао је између Герова и Црног Луга велику италијанску моторизовану колону, уништио 50 моторних возила и ослободио око 500 људи, жена и деце које су италијански фашисти спроводили у интернацију; 11. и 14. августа разбио је италијански моторизовану колону између Мрзлих Водица и Јелења, а 12. августа, после осмочасовне борбе, одбио напад италијанских снага у рејону брда Травника. 
Почетком септембра Први пролетерски батаљон Хрватске дошао је на Кордун и 13. септембра 1942. године са Првим и Другим ударним батаљоном Првог приморско-горанског одреда и Трећим кордунашким батаљоном ликвидирао јако усташко-домобранско упориште Благај, заробио 58 домобрана и запленио 70 пушака и другу ратну опрему. Батаљон је учествовао у ликвидацији усташко-домобранских упоришта села Сича, 19. септембра; домобранског у Босиљеву, 24/25. септембра и усташког Нетретићу, 28. септембра. 
Крајем септембра Први пролетерски батаљон је имао 523 бораца. После доласка у Жумберак, крајем септембра 1942. године, од 7. до 10. октобра са батаљоном Јосип Краш Жумберачко-покупског партизанског одреда и Првим батаљоном Кршког партизанског одреда, водио је тешке борбе, водио је тешке борбе са четири бојне усташа. У тим борбама био је оборен и један усташки авион. За постигнуте успехе у борби батаљон је био похваљен од стране Главног штаба НОП одреда Хрватске 19. октобра 1942. године.
Батаљон се посебно истакао у борбама с италијанском посадом у Острижу код Кашта, близу Метлике, 24. октобра; код Радовице, 26. октобра и против јаких италијанских и усташких снага код Лешћа, Височа, Булића, Маговца, Пилатоваца и Глушиње од 28. октобра до 1. новембра када је успео да пробије обруч, савлада железничку пругу Загреб-Карловац и стигне 1. новембра у рејон Јастребарског. Затим се преко Доње Купчине пребацио на Кордун, у рејон Сјеничака, где је 10. новембра 1942. године ушао у састав Тринаесте хрватске ударне бригаде Јосип Краш. 
За шест месеци постојања Први пролетерски батаљон Хрватске водио је борбе у Лици, северној Далмацији, Горском котару, Хрватском приморју, Кордуну и Жумберку. 

## Народни хероји
Седморо бораца Првог пролетерског батаљона проглашено је за народне хероје.
- Анте Банина, први командант батаљона
- Иван Денац, политички комесар чете
- Милан Жежељ, командант батаљона
- Војислав Иветић, оперативни официр батаљона
- Богдан Мамула, командир чете
- Илија Поповић, командир чете
- Динко Шуркало, борац